# Jangsu-eup
Jangsu-eup (koreanska: 장수읍) är en köping i kommunen Jangsu-gun i provinsen Norra Jeolla i den södra delen av Sydkorea, 220 km söder om huvudstaden Seoul. Det är den administrativa huvudorten i kommunen.